# Metal Slader Glory
Metal Slader Glory (メタルスレイダーグローリー, Metaru Sureidā Gurōrī) est un jeu vidéo d'aventure sorti en 1991 sur Famicom. Il a été développé et édité par HAL Laboratory. Il a ensuite été réédité en 2000 sur Super Famicom sous le nom Metal Slader Glory: Director's Cut par Nintendo, ce qui en fait le dernier jeu sorti sur cette console. Les deux versions sont sorties uniquement au Japon.
Les personnages, le scénario, ainsi que les graphismes ont été conçus par un mangaka du nom de Yoshimiru qui a aussi publié des mangas basé sur Metal Slader Glory.

## Histoire
Le jeu prend place huit ans après un grand conflit entre différentes colonies de l'hyper-espace. La paix avait finalement fait son retour sur Terre. Le personnage principal, un jeune orphelin de guerre de 17 ans du nom de Tadashi Himukai, achète un robot d'occasion afin de créer une société de construction en compagnie de sa petite amie, Elina Furfa. Alors qu'il l'active, le robot se révèle être un mecha de combat Metal Slader, supposé avoir été démantelé après la guerre, portant un message énigmatique dans son cockpit : « La Terre est en danger... Trouvez le créateur ! ». Interloqué par cet avertissement, Tadashi, sa sœur Azusa, et Elina partent dans l'espace à la recherche de réponses.

## Système de jeu
La plupart des scènes de Metal Slader Glory adoptent un point de vue à la première personne. Le joueur voient au travers des yeux du personnage principal et interagit avec son environnement ou les personnages l'entourant via une liste d'options prédéfinies. Un changement au niveau du système de jeu intervient plus tard dans le jeu au travers de différentes phases de combat simplistes.